# Leonora Surian Popov
Leonora Surian Popov (Rijeka, 4. studenog 1977.) je hrvatska nacionalna prvakinja drame, kazališna i televizijska glumica, prvakinja HNK Ivana pl. Zajca, ravnateljica Talijanske drame u Rijeci od 2014. – 2016., te glazbena umjetnica talijanskog podrijetla.

## Biografija

### Rani život
Kako je odrasla u umjetničkoj obitelji (otac je operni pjevač Giorgio Surian, a majka pijanistica i slikarica), tako su glazba, slikarstvo i kazalište oduvijek bili dio njene svakodnevice. Od malih je nogu živjela u Italiji gdje je pohađala osnovnu i srednju školu, te muzičku i baletnu školu.

### Kazališna karijera
Diplomirala je glumu na Akademiji dramskih umjetnosti "Silvio D’Amico" u Rimu 2003. godine. Iste je godine primljena u stalni angažman u HNK "Ivan pl. Zajc" u Rijeci, gdje je od tada ostvarila niz značajnih i uspješnih uloga poput Ofelije u Hamletu, Nine Zarječnaje u Galebu, Margaret u Mački na vrućem limenom krovu, zaručnice u Krvavim svatovima, Norme Desmond u mjuziklu "Sunset Boulevard"  itd. 
Iskazala se i kao sjajna glazbenica te svestrana umjetnica u mjuziklima – u Nunsenseu u čak dvije različite i vrlo zahtjevne uloge. Posebno se istakla u ulozi Norme Desmond u mjuziklu Sunset Boulevard, za koju je dobila Nagradu hrvatskog glumišta  (2020.), u mjuziklu Jalta, Jalta u ulozi Nine Filipovne za koju je 2006. i 2012. bila nominirana za Nagradu hrvatskog glumišta, te u ulozi Tzatzire u predstavi "I buhe kašlju" i za ulogu Lilli Vanessi/ Kate u predstavi "Polubi me Kato" za koje je također 2018. i 2023. bila nominirana za Nagradu hrvatskog glumišta. 
Od rujna 2014. do studenog 2016. ravnateljica je Talijanske drame u HNK "Ivan pl. Zajc",. Talijanska drama je jedini profesionalni talijanski ansambl, koji uspješno djeluje izvan Italije od 1946. godine.
U srpnju 2025. godine dodijeljena joj je titula nacionalne prvakinje drame, jedno od najviših priznanja u hrvatskom kazališnom prostoru.

### Televizijska karijera
Šira publika upoznala je Leonoru u jednoj od glavnih uloga u hrvatskoj telenoveli Sve će biti dobro. 2010. vratila se na male ekrane gostujućom ulogom Irme u telenoveli "Dolina sunca".

### Glazbena karijera
Krajem 2008. godine objavila je svoj prvi nosač zvuka, CD pod imenom Moj mali svijet, u suradnji s najpriznatijim hrvatskim jazz glazbenicima. U prosincu 2010. objavila je još jedan nosač zvuka, po imenu “Bijeli Božić” skupa s harfisticom V. Hribar, smatrajući kombinaciju nježnog glasa i romantičnog zvuka harfe idealnom za blagdansko Božićno ozračje. Početkom 2015., također u suradnji s harfisticom V. Hribar, objavila je CD uspavanki za djecu "Nanita".

### Voditeljica
Leonora se istaknula i kao voditeljica raznih programa u pulskoj Areni, Hrvatskom Narodnom kazalištu „Ivan pl. Zajc“, festivalu „Zlatni Lav“ u Umagu...
- "Nacionalni program 58 festival igranog filma" u Pulskoj Areni (2011.)
- „Hrvatska i Italija zajedno u Europi“, svečani koncert posvećen talijanskom predsjedniku Giorgiu Napolitanu i hrvatskom predsjedniku Ivi Josipoviću, u pulskoj Areni (2011.)
- „Arena fatalnih žena“, Poreč (2011.)

### Zanimljivosti
Samo tjedan dana nakon objave zbirke viceva o plavušama "Vic je što sam plava"- najbolji vicevi o plavušama (Profil ), Leonora je dobila srebrnu medalju na Svjetskom sajmu inovatora "Arhimed"  (2012.), za inovativni i originalni nosač laptopa i tako se upisala na prestižnu listu svjetskih inovatora.

## Filmografija

### Televizijske uloge
- "Dolina sunca" kao Irma (2010.)
- "Sve će biti dobro" kao Mila Radić (2008. – 2009.)
- "Villa Maria" kao Milena (2005.)

### Filmske uloge
- "Rafael" kao radnica Crvenog Križa na Lampadusi (2018.)
- " Heirs of the Night", režija Diederik van Rooijen, kao bibliotekarka (2019.)

### Kazališne uloge
- “Filumena Marturano” kao Diana, režija J. Marković, (2003.)
- “Hamlet” kao Ofelija, režija K. Dolenčić, (2004.)
- “La Vaccaria” kao Fiorinetta, režija G. De Bosio, (2004.)
- “Krvavi svatovi” kao Zaručnica, režija D. Z. Frey, (2004.)
- “Jalta, Jalta” kao Nina Filipovna, režija B. Bogdanov, (2005.)
- “Galeb”  kao Nina Zarječna, režija J. Marković, (2005.)
- “Marš” kao Mladenka, režija I. Buljan, (2005.)
- “Magarac” kao Maggy, režija L. Keseg, (2005.)
- “Ničiji sin” kao Antonija, režija V. Brešan, (2006.)
- "Mačka na vrućem limenom krovu” kao Margaret, režija L. Zappia, (2006.)
- “Gospoda Glembajevi” kao Angelika, režija B. Brezovec, (2007.)
- “Goldoni Terminus” kao Rosaura, režija T. Cafiero, (2007.)
- “Nunsense” kao Sestra Amnezija i Sestra Hubert, režija M. Horvat, (2008.)
- “Il paese del sorriso” (Zemlja smiješka) kao Lore, režija D. Michieletto, (2008.)
- „Tonček i Točkica”, režija J. Balenović, uloga Debela Berta, (2009.)
- “Saloma” prema motivima Oscara Wildea, uloga Herodijade, režija Damir Zlatar Frey, (2010.)
- “Jalta, Jalta” kao Nina Filipovna, u adaptaciji L.Surian, režija M. Horvat, (2010.)
- “Michelstaedter” kao Argia, režija M. Colli, (2010.)
- “Spavaće sobe”, kao Jan, režija Paola Galassi, (2011.)
- "Antigona", Sofoklo, kao zbor, režija Ozren Prohić, (2012.)
- "Guslač na krovu", Jerry Bock, kao Hodel i Tzeitel, režija Ozren Prohić, (2012.)
- "Umišljena bolesnica", Carlo Goldoni, kao Rosaura, režija Saša Broz, (2012.)
- "I botoni de la montura"/"Puci z monture" Carpinteri e Faraguna, režija G.Amodeo, uloga zaručnica (2014.)
- "Le fatiche di Pseudolus"/"Pseudolusove muke", T.M.Plaut, režija G.B.Storti, uloga autora (2014.)
- "E se invece di Pinocchio."/"A kada bi umjesto Pinokija." E.Nacinovich, režija E.Nacinovich, uloga Plavojke (2015.)
- "El Dia Que Me Quieras" glazbeno-scenska predstava o tangu, G. Nicodemo i L. Surian
- "Pepeljuga", musical, prema braci Grimm i Charlesa Perrault - Dramaturgija Magdalena Lupi Alvir, režija i koreografija Mojca Horvat, uloga majke i kraljice, GKL (2016.)
- "Snježna Bajka", režija I.Vlajnic, ulog Dobra Vila (2016.)
- "Mirandolina Gostioničarka"/ "La Locandiera", Carlo Goldoni, režija Paolo Magelli, uloga služavka (2016.)
- "Cabaret D'Annunzio", Sinisi, režija Gianpiero Borgia, uloga Barbara Leoni, Signora Cosulich, Luisa Baccara (2017.)
- "Predstava Hamleta u selu Mrduša Donja"/ "La rappresentazione dell' Amleto nel villaggio di Merduscia di Sotto", Ivo Brešan, režija Luca Cortina, uloga Teresa (2017.)
- "Šest strastvenih žena"/ "Sei donne appassionate", M. Fratti, režija V. Manna, uloga Valia (2018.)
- "I buhe kašlju" / "Anche le pulci hanno la tosse", F. Tomizza, režija D. Hobel, uloga komarac Tzatzira, Koprodukcija s Teatro "La Contrada"- Trst (2018.)
- "Kazališna Čarolija", režija G.Settimo, uloga Rosina (sopran) (2018.)
- "Sunset Boulevard", A.L.Webber, režija R.C.Gatica, uloga Betty Scheafer (2019.)
- "Sunset Boulevard", A.L.Webber, režija R.C.Gatica, uloga Norma Desmond (2019.)
- "Pituri nemaju sjećanja", Dario Fo, režija Mario Kovać, uloga Sonia (2019.)
- "Effetto Farfalla" / "Efekt Leptira", Chiara Boscaro i Marco Di Stefano, režija M. Di Stefano. Koprodukcija s "La Confraternita del Chianti" - Milano (2019.)
- "Vježbanje života - drugi put", N. Fabrio - L. Klarić, M. Ležaić, N. Rafaj, M. Blažević, režija M. Blažević, uloga Mafalda u mladosti/ Ludovicina majka (2020.)
- "Evita", A. L. Webber & T. Rice, režija R. C. Gatica, uloga Eva Peron, (2020.)
- "Čelične Magnolije", Robert Harling, režija R.C.Gatica, uloga Marijana Tintor ( M'Lynn Eaton) (2021.)
- "Poljubi me, Kato"/ "Baciami, Cate", Bella&Samuel Spewack, Cole Porter, dirigent F.Gjud, režija Tihana Strmečki, uloga Lilli Vanessi/ Katarina (2021.)
- "Umjetne inteligencije u Wellnessu"/" Intelligenze artificiali al Wellness", Giuseppe Nicodemo, režija Sabrina Morena, uloga Alida (2022.)
- "Enrico IV"/" Henrik IV", Luigi Pirandello, režija Marco Lorenzi, uloga Matilde, (2022.)
- "Rastanci", Elvis Bošnjak, režija Anastasia Jankovska, uloga Beata, (2023.)
- „U Ritmu Broadwaya“, 20 obljetnica umjetničkog rada, I. Weidlich/ G. Nicodemo režija di T. Strmečki, glazbeno ravnanje F. Gjud, (2023.)[4]
- "Anna Bolena" opera- G. Donizetti, režija D. Haller, uloga Elizabeta I, engleska kraljica (2023.)
- "Iz Istre...s ljubavlju!"/ " Dall' Istria... con amor!", P. Blašković- D. Orlić, režija P. Blašković, uloga koze br. 1, (2023.)
- "Macbeth" W. Shakespeare, režija E.Miler, uloga kralj Duncan (2024.)
- "Ježeva kućica" B. Ćopić, režija S. M. Langerholz, uloga Ježurka Ježić, GKL Rijeka (2024.)
- "Naša Familija"/ "La nostra Famiglia", Saša Eržen, režija Marjan Nečak, uloga Laura Di Caprio (2024.)[5]
- "TangoInCanto", režija G.Nicodemo, glavna ženska uloga pripovjedačice i pjevačice (2025.)

## Nagrade
- Nagrada Gianna Depoli za najbolju izvedbu u sezoni 2016./2017. Talijanske drame za uloge Barbare Leoni i gđe. Cosulich u predstavi "Cabaret D'Annunzio"
- Nagrada Gianna Depoli za najbolju žensku interpretaciju u sezoni 2017./2018. Talijanske Drame, za ulogu Tzatzire u predstavi "I buhe kašlju" Fulvia Tomizze
- Nagrada Gianna Depoli za najbolje ostvarenu žensku ulogu u programu Talijanske drame u sezoni 2018./2019. za ulogu Naratora u predstavi “Efekt leptira”
- Nagrada publike Slavko Šestak za najbolje ostvarenu ulogu u sezoni 2018./2019. za ulogu Norme Desmond u mjuziklu "Sunset Boulevard"
- Nagrada hrvatskog glumišta (2020.) za ulogu Norme Desmond u mjuziklu "Sunset Boulevard" u kategoriji najbolje umjetničko ostvarenje u opereti ili mjuziklu - ženska uloga
- Nagrada za unapređivanje kulturnog stvaralaštva Primorsko-goranske županije u 2021. g.
- Nagrada Gianna Depoli za najbolje ostvarenu žensku ulogu u sezoni 2021./2022. za ulogu Lilli Vanessi / Katerina u predstavi "Poljubi me Kato!"
- Nagrada publike za predstavu "U Ritmu Broadwaya" na 20. Virkasu (2024.)
- Nagrada Gianna Depoli za najbolje ostvarenu žensku ulogu u sezoni 2023/2024. za ulogu u predstavi "U ritmu Broadwaya"/ "A ritmo di Broadway"
- Nagrada publike Giulio Marini za najbolju predstavu "U ritmu Broadwaya"/ "A ritmo di Broadway" u sezoni 2023/2024.

## Diskografija
- "Moj mali svijet" (2008.)
- “Bijeli Božić” (2010.)
- "Nanita" uspavanke za djecu (2015.)

## Vanjske poveznice
- Leonora Surian – službene stranice  Arhivirana inačica izvorne stranice od 13. kolovoza 2014. (Wayback Machine)